# Mimas Peak
Der Mimas Peak ist ein spitzer und rund 1000 m hoher Berg im Südosten der westantarktischen Alexander-I.-Insel. Im Osten der Herschel Heights ragt er 15 km westlich der Dione-Nunatakker und westlich des Kopfendes des Saturn-Gletschers auf.
Der US-amerikanische Polarforscher Lincoln Ellsworth fertige am 23. November 1935 die ersten Luftaufnahmen an, die dem US-amerikanischen Kartografen W. L. G. Joerg für eine grobe Kartierung dienten. Eine weitere Positionsbestimmung unternahm der Falkland Islands Dependencies Survey im Jahr 1949. Das UK Antarctic Place-Names Committee benannte ihn 1955 in Anlehnung an die Benennung des benachbarten Saturn-Gletschers nach dem Saturnmond Mimas. Eine detaillierte Kartierung dieses Bergs und der Umgebung nahm der britische Geograph Derek Searle 1960 anhand von Luftaufnahmen der US-amerikanischen Ronne Antarctic Research Expedition (1947–1948) vor.